# Réserve naturelle de Biskopsö
La réserve naturelle de Biskopsö (en suédois : Biskopsö naturreservat) est une réserve naturelle de l'archipel de Stockholm dans le comté de Stockholm en Suède,,.

## Présentation
La réserve fait partie de la commune de Värmdö, elle est protégée depuis 1983 et s'étend sur 5 123 hectares dont 324 hectares de terres. 
La réserve comprend plusieurs îles de l'archipel extérieur, dont Biskopsön, Byttan, Finnskär et Kastön. 
Les îles de la réserve sont constituées de rochers et de forêts de pins avec des petites parcelles de forêt de feuillus.
Les bâtiments ne se trouvent que dans la partie sud-ouest de Biskopsön et dans Svärtskär. Il y a une population résidente à Biskopsön. Les plus petites îles et récifs de la réserve sont nus ou peu couverts d'arbres balayés par le vent.
Sur Biskopsön pousse une forêt luxuriante de feuillus dominée par le bouleau et l'aulne. Il y avait autrefois des prairies qui étaient utilisées par la ferme de Gillinge. Sur Kastön, il y a une forêt de landes stables, des tourbières et des marais. Il y a aussi un petit lac, le Kastöträsket.
Depuis les années 1920, il existe une population de daims dans la réserve, avec une population estivale d'environ 40 animaux. Le phoque gris possède une zone de rétention importante à Själberget. La vie des oiseaux marins est riche. 